# Plebania w Kochanowie
Budynek dawnej plebanii – zabytkowy obiekt znajdujący się w Kochanowie (województwo dolnośląskie, powiat kamiennogórski, gmina Kamienna Góra), w sąsiedztwie miejscowego kościoła. Został wzniesiony około 1790 roku. Jest wpisany do rejestru zabytków pod numerem 1445 z dnia 7 października 1965 roku.

## Historia
Kochanów po raz pierwszy pojawia się w źródłach w 1280 roku, gdy król Czech Wacław przekazał wieś księciu Bolkowi. Od 1364 roku należała do cystersów z Krzeszowa aż do sekularyzacji dóbr klasztornych w 1810 roku. Budynek dawnej plebanii prawdopodobnie został wybudowany z fundacji opata Piotra II Keilicha około 1794 roku – podobnie jak plebania w Okrzeszynie. Po 1945 roku stracił funkcję plebanii i został zaadaptowany na cele mieszkalne. Obecnie jest nieużytkowany.     

## Architektura
Budynek dawnej plebanii reprezentuje styl późnobarokowy z elementami klasycyzmu. Murowany z cegły, tynkowany, na kamiennych fundamentach. Cokół i narożniki boniowane. Prostokątne okna w kamiennych opaskach. Dach dwuspadowy pokryty dachówką karpiówką.
Wnętrza częściowo zachowane: sklepienia kolebkowe i krzyżowe w piwnicach, sień z przesklepieniami, drewniane stropy z fasetami, oryginalne schody kamienne i drewniane. Dach oparty na krokwiowo-stolcowej więźbie. Zachowane fragmenty ogrodzenia z kamienia z dwiema bramami, stanowiące dawną granicę dziedzińca kościelnego.

## Położenie
Budynek dawnej plebanii znajduje się w południowo-wschodniej części Kochanowa, tuż obok kościoła św. Mateusza, przy drodze prowadzącej do Mieroszowa. 